# باميلا بروكس
باميلا بروكس (بالإنجليزية: Pamela Brooks)‏‏ (11 فبراير 1966 في إسكس - ) روائية، وكاتِبة من المملكة المتحدة.